# RGS7BP
RGS7BP (англ. Regulator of G protein signaling 7 binding protein) – білок, який кодується однойменним геном, розташованим у людей на 5-й хромосомі. Довжина поліпептидного ланцюга білка становить 257 амінокислот, а молекулярна маса — 28 962.
| 10         |  | 20         |  | 30         |  | 40         |  | 50         |
| ---------- |  | ---------- |  | ---------- |  | ---------- |  | ---------- |
| MSSAPNGRKK |  | RPSRSTRSSI |  | FQISKPPLQS |  | GDWERRGSGS |  | ESAHKTQRAL |
| DDCKMLVQEF |  | NTQVALYREL |  | VISIGDVSVS |  | CPSLRAEMHK |  | TRTKGCEMAR |
| QAHQKLAAIS |  | GPEDGEIHPE |  | ICRLYIQLQC |  | CLEMYTTEML |  | KSICLLGSLQ |
| FHRKGKEPGG |  | GTKSLDCKIE |  | ESAETPALED |  | SSSSPVDSQQ |  | HSWQVSTDIE |
| NTERDMREMK |  | NLLSKLRETM |  | PLPLKNQDDS |  | SLLNLTPYPL |  | VRRRKRRFFG |
| LCCLISS    |  |            |  |            |  |            |  |            |

A: Аланін

C: Цистеїн

D: Аспарагінова кислота

E: Глутамінова кислота

F: Фенілаланін

G: Гліцин

H: Гістидин

I: Ізолейцин

K: Лізин

L: Лейцин

M: Метіонін

N: Аспарагін

P: Пролін

Q: Глутамін

R: Аргінін

S: Серин

T: Треонін

V: Валін

W: Триптофан

Кодований геном білок за функцією належить до інгібіторів передачі внутрішньоклітинних сигналів. 
Локалізований у клітинній мембрані, цитоплазмі, ядрі, мембрані.